# حمامات قرقلة
حمامات كاراكلا هي حمّامات بُنيت في مدينة روما خلال عهد سيبتيموس سيفيروس وكاراكلا وهي ثاني أكبر حمامات رومانية بعد حمامات ديوكلتيانوس.